# Studia Turcologica Cracoviensia
Studia Turcologica Cracoviensia (STC) est une revue linguistique de turcologie polonaise éditée par l'institut de philologie orientale de l'université Jagellonne (Wydawnictwo Uniwersytetu Jagiellońskiego (pl)) de Cracovie en Pologne, créée en 1995 par Stanisław Stachowski (pl) (1930-2021).

## Caractéristiques
Certains des volumes consistent en des articles rédigés par des orientalistes cracoviens ou étrangers, tandis que d'autres sont des monographies.
STC se consacre à l'ensemble de la philologie des langues turciques, et publient donc aussi bien des ouvrages linguistiques que littéraires, qu'ils soient ottomans ou, par exemple, d'Asie centrale ou de Sibérie. 